# Новосанжарська селищна рада
Новосанжарська селищна рада — орган місцевого самоврядування в Новосанжарському районі Полтавської області з центром у смт Нові Санжари, яке є єдиним населеним пунктом ради.

## Географія
Територією, що підпорядкована селищній раді, протікає річка Ворскла.

## Історія
Утворено у березні 1926 року.

## Влада
Загальний склад ради — 30
Селищні голови (голови селищної ради)
- Река Андрій Олександрович[1]

31.10.2010 — зараз